# Mugatrah
Mugatrah (in arabo مقطرة ‎?) è una comunità dell'Emirato di Dubai, negli Emirati Arabi Uniti. Si trova nel Settore 9 nella zona sud di Dubai.

## Territorio
Il territorio della comunità occupa una superficie di 139,3 km² nella zona sud di Dubai.
L’area è delimitata a nord dalla Emirates Road (E 611), che la separa dalla comunità di Madinat Al Mataar, a est dalle comunità di Al Selal e Ghadeer Barashy, a sun dalla comunità di Hefair e a ovest dalle comunità di Al Layan 2 e Al Layan 1. Il centro dalla comunità è attraversato da Saih Al Salam Street (D 42).
Il territorio della comunità è quasi completamente desertico e ricade in gran parte all'interno della Riserva di conservazione del deserto di Al Marmoom, un'area protteta a Dubai.
Ospita Bab Al Shams Desert Resort and Spa.